# Myriopathidae

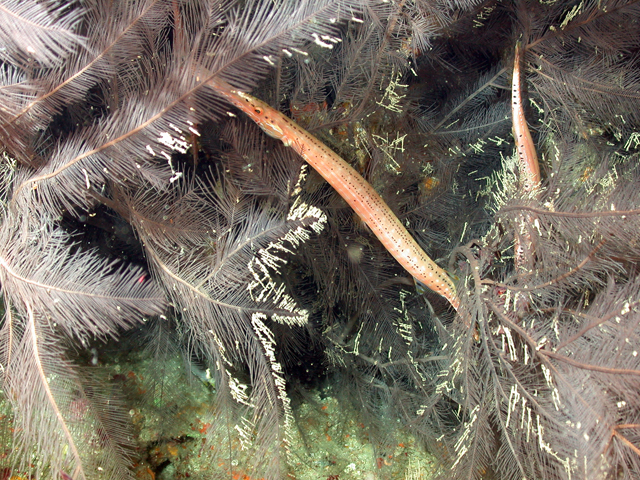
Plumapathes pennacea y Aulostomus maculatus

Los miriopátidos (Myriopathidae) son es una familia de cnidarios antozoos del orden Antipatharia.
A sus componentes se les denomina corales negros, debido al color negro, o marrón oscuro, de su esqueleto. La mayoría viven en aguas profundas, por debajo de los 30 m, por lo cual han sobrevivido a la sobrepesca, ya que son utilizados en joyería.

## Taxonomía
La observación de un gran número de especies representativas de la familia Antipathidae reveló en 2001 que la forma y tamaño de los pólipos, y la morfología de las espinas axiales, consideradas en conjunto, proporcionan un argumento para agrupar a determinadas especies enmarcadas hasta entonces en la familia Antipathidae en una nueva familia, Myriopathidae, cuya especie tipo es Antipathes myriophylla.

## Morfología
Son antozoos coloniales sin esqueleto calcáreo caracterizados por un esqueleto proteínico, o corallum, que aporta flexibilidad a la estructura colonial. El corallum puede ser monopodial o ramificado (arbóreo), con ramificación irregular o pseudo-dicotómica. El esqueleto es secretado por el tejido epitelial axial de los pólipos, formando capas concentrícas alrededor de un pequeño núcleo central. El tallo y las ramas están normalmente pinnulados en varios grados de regularidad.
Los pólipos tienen entre 0,5 y 1,0 mm de diámetro en su corte transversal, y poseen 6 tentáculos cortos, con la punta redondeada, de entre una o dos veces el tamaño del diámetro del pólipo. También poseen 6 mesenterios (divisiones de la cavidad gastrovascular) primarios, y 0, 4 o 6 mesenterios secundarios.
La morfología del corallum, los pólipos y las espinas axiales, son las características taxonómicas usadas en su clasificación.

## Géneros
Actualmente, el Registro Mundial de Especies Marinas acepta los siguientes géneros en la familia:
- Antipathella. Brook, 1889
- Cupressopathes
- Hydradendrium
- Myriopathes
- Plumapathes
- Tanacetipathes

## Hábitat y distribución
Estos corales se encuentran en las cuencas oceánicas del Atlántico y del Indo-Pacífico, desde las aguas tropicales, dónde son más abundantes, a las aguas templadas de Nueva Zelanda o España.
Su rango de profundidad está entre 3,5 y 1 326 m, en zonas con corrientes, y con un rango de temperaturas entre 0,03 y 28,95 °C.
Su ubicación mayoritaria en aguas profundas se debe a que, salvo el género Cupressopathes, no poseen zooxantelas en sus tejidos, por lo que no necesitan la luz, y requieren zonas ricas en plancton para alimentarse.